# Henri Paret (cyclisme, 1854)
Pour les articles homonymes, voir Henri Paret et Paret.
Henri Paret (1854-1943)  est un cycliste français originaire de Saint-Étienne. Il est à ce jour le plus âgé des participants au Tour de France à avoir terminé la course, ayant participé à l'édition de 1904 l'année de ses 50 ans, ce qui lui valut le surnom de Père Payet. Il termina 11e de l'épreuve à 32 heures, 18 minutes et 19 secondes du vainqueur Henri Cornet, de 31 ans son cadet.
Il ne doit pas être confondu avec son homonyme, Henri Paret, qui disputa deux Tours de France en 1952 et 1953.